# Giro di Lombardia 2020
Giro di Lombardia 2020, znany również jako Il Lombardia 2020 – 114. edycja wyścigu kolarskiego Giro di Lombardia, która odbyła się 15 sierpnia 2020; wyścig był częścią UCI World Tour 2020.
Wyścig początkowo miał odbyć się 31 października 2020, jednak, ze względu na pandemię COVID-19, Międzynarodowa Unia Kolarska dokonała znaczących zmian w kalendarzu cyklu UCI World Tour 2020, w wyniku których zmagania w Lombardii zostały przeniesione na 15 sierpnia 2020.

## Uczestnicy

### Drużyny
| WorldTeams (19)- Deceuninck-Quick Step - Groupama-FDJ - Lotto Soudal - EF Pro Cycling - AG2R La Mondiale - Astana - Bahrain McLaren - Bora-Hansgrohe - CCC Team - Cofidis - Israel Start-Up Nation - Movistar Team - Mitchelton-Scott - NTT Pro Cycling - Ineos - Jumbo-Visma - Team Sunweb - Trek-Segafredo - UAE Team Emirates ProTeams (6)- Alpecin-Fenix - Androni Giocattoli-Sidermec - Gazprom-RusVelo - Circus-Wanty Gobert - Bardiani CSF Faizanè - Vini Zabù-KTM |
| |

### Lista startowa
| Trek-Segafredo TFS | Trek-Segafredo TFS       | Trek-Segafredo TFS |
| ------------------ | ------------------------ | ------------------ |
| Nr                 | Kolarz                   | Miejsce            |
| 1                  | Bauke Mollema (NED)      | 4.                 |
| 2                  | Gianluca Brambilla (ITA) | 27.                |
| 3                  | Giulio Ciccone (ITA)     | 5.                 |
| 4                  | Nicola Conci (ITA)       | 37.                |
| 5                  | Koen de Kort (NED)       | DNF                |
| 6                  | Jacopo Mosca (ITA)       | 26.                |
| 7                  | Vincenzo Nibali (ITA)    | 6.                 |

| AG2R La Mondiale ALM | AG2R La Mondiale ALM      | AG2R La Mondiale ALM |
| -------------------- | ------------------------- | -------------------- |
| Nr                   | Kolarz                    | Miejsce              |
| 11                   | Geoffrey Bouchard (FRA)   | 71.                  |
| 12                   | Clément Champoussin (FRA) | DNF                  |
| 13                   | Axel Domont (FRA)         | OTL                  |
| 14                   | Mathias Frank (SUI)       | 44.                  |
| 15                   | Ben Gastauer (LUX)        | DNF                  |
| 16                   | Jaakko Hänninen (FIN)     | 25.                  |
| 17                   | Larry Warbasse (USA)      | 54.                  |

| Alpecin-Fenix AFC | Alpecin-Fenix AFC          | Alpecin-Fenix AFC |
| ----------------- | -------------------------- | ----------------- |
| Nr                | Kolarz                     | Miejsce           |
| 21                | Mathieu van der Poel (NED) | 10.               |
| 22                | Floris De Tier (BEL)       | 76.               |
| 23                | Jimmy Janssens (BEL)       | 38.               |
| 24                | Kristian Sbaragli (ITA)    | DNF               |
| 25                | Petr Vakoč (CZE)           | 51.               |
| 26                | Louis Vervaeke (BEL)       | 69.               |
| 27                | Philipp Walsleben (GER)    | DNF               |

| Androni Giocattoli-Sidermec ANS | Androni Giocattoli-Sidermec ANS | Androni Giocattoli-Sidermec ANS |
| ------------------------------- | ------------------------------- | ------------------------------- |
| Nr                              | Kolarz                          | Miejsce                         |
| 31                              | Nicola Bagioli (ITA)            | DNF                             |
| 32                              | Alessandro Bisolti (ITA)        | DNF                             |
| 33                              | Luca Chirico (ITA)              | DNF                             |
| 34                              | Miguel Flórez López (COL)       | 35.                             |
| 35                              | Davide Gabburo (ITA)            | 75.                             |
| 36                              | Simon Pellaud (SUI)             | DNF                             |
| 37                              | Simone Ravanelli (ITA)          | OTL                             |

| Astana AST | Astana AST                     | Astana AST |
| ---------- | ------------------------------ | ---------- |
| Nr         | Kolarz                         | Miejsce    |
| 41         | Jakob Fuglsang (DEN)           | 1.         |
| 42         | Alex Aranburu (ESP)            | 80.        |
| 43         | Manuele Boaro (ITA)            | DNF        |
| 44         | Davide Martinelli (ITA)        | DNF        |
| 45         | Ion Izagirre (ESP)             | 79.        |
| 46         | Harold Tejada (COL)            | 52.        |
| 47         | Aleksandr Własow (RUS) (szosa) | 3.         |

| Bahrain McLaren TBM | Bahrain McLaren TBM       | Bahrain McLaren TBM |
| ------------------- | ------------------------- | ------------------- |
| Nr                  | Kolarz                    | Miejsce             |
| 51                  | Enrico Battaglin (ITA)    | 42.                 |
| 52                  | Grega Bole (SLO)          | DNF                 |
| 53                  | Eros Capecchi (ITA)       | DNF                 |
| 54                  | Scott Davies (GBR)        | DNF                 |
| 55                  | Domen Novak (SLO)         | DNF                 |
| 56                  | Mark Padun (UKR)          | DNF                 |
| 57                  | Hermann Pernsteiner (AUT) | 36.                 |

| Bardiani CSF Faizanè BCF | Bardiani CSF Faizanè BCF | Bardiani CSF Faizanè BCF |
| ------------------------ | ------------------------ | ------------------------ |
| Nr                       | Kolarz                   | Miejsce                  |
| 61                       | Giovanni Carboni (ITA)   | 49.                      |
| 62                       | Luca Covili (ITA)        | 67.                      |
| 63                       | Filippo Fiorelli (ITA)   | DNF                      |
| 64                       | Francesco Romano (ITA)   | DNF                      |
| 65                       | Daniel Savini (ITA)      | DNF                      |
| 66                       | Manuel Senni (ITA)       | OTL                      |
| 67                       | Filippo Zana (ITA)       | OTL                      |

| Bora-Hansgrohe BOH | Bora-Hansgrohe BOH                  | Bora-Hansgrohe BOH |
| ------------------ | ----------------------------------- | ------------------ |
| Nr                 | Kolarz                              | Miejsce            |
| 71                 | Rafał Majka (POL)                   | 24.                |
| 72                 | Cesare Benedetti (ITA)              | 48.                |
| 73                 | Jean-Pierre Drucker (LUX)           | DNF                |
| 74                 | Patrick Konrad (AUT) (szosa)        | 31.                |
| 75                 | Paweł Poljański (POL)               | DNF                |
| 76                 | Maximilian Schachmann (GER) (szosa) | 7.                 |
| 77                 | Ide Schelling (NED)                 | 86.                |

| CCC Team CCC | CCC Team CCC                | CCC Team CCC |
| ------------ | --------------------------- | ------------ |
| Nr           | Kolarz                      | Miejsce      |
| 81           | Attila Valter (HUN)         | OTL          |
| 82           | Alessandro De Marchi (ITA)  | 11.          |
| 83           | Simon Geschke (GER)         | 20.          |
| 84           | Kamil Małecki (POL)         | 67.          |
| 85           | Michał Paluta (POL) (szosa) | OTL          |
| 86           | Joseph Rosskopf (USA)       | 28.          |
| 87           | Georg Zimmermann (GER)      | 56.          |

| Circus-Wanty Gobert CWG | Circus-Wanty Gobert CWG    | Circus-Wanty Gobert CWG |
| ----------------------- | -------------------------- | ----------------------- |
| Nr                      | Kolarz                     | Miejsce                 |
| 91                      | Jasper De Plus (BEL)       | DNF                     |
| 92                      | Théo Delacroix (FRA)       | OTL                     |
| 93                      | Tom Devriendt (BEL)        | DNF                     |
| 94                      | Odd Christian Eiking (NOR) | 33.                     |
| 96                      | Andrea Pasqualon (ITA)     | OTL                     |
| 97                      | Simone Petilli (ITA)       | 30.                     |

| Cofidis COF | Cofidis COF              | Cofidis COF |
| ----------- | ------------------------ | ----------- |
| Nr          | Kolarz                   | Miejsce     |
| 101         | Jesús Herrada (ESP)      | 15.         |
| 102         | Fernando Barceló (ESP)   | DNF         |
| 103         | Jesper Hansen (DEN)      | 34.         |
| 104         | José Herrada (ESP)       | 73.         |
| 105         | Mathias Le Turnier (FRA) | OTL         |
| 106         | Emmanuel Morin (FRA)     | DNF         |
| 107         | Attilio Viviani (ITA)    | DNF         |

| Deceuninck-Quick Step DQT | Deceuninck-Quick Step DQT   | Deceuninck-Quick Step DQT |
| ------------------------- | --------------------------- | ------------------------- |
| Nr                        | Kolarz                      | Miejsce                   |
| 111                       | Remco Evenepoel (BEL)       | DNF                       |
| 112                       | João Almeida (POR)          | DNF                       |
| 113                       | Andrea Bagioli (ITA)        | DNF                       |
| 114                       | Mattia Cattaneo (ITA)       | DNF                       |
| 115                       | Dries Devenyns (BEL)        | DNF                       |
| 116                       | Mikkel Frølich Honoré (DEN) | 58.                       |
| 117                       | Pieter Serry (BEL)          | DNF                       |

| EF Pro Cycling EF1 | EF Pro Cycling EF1        | EF Pro Cycling EF1 |
| ------------------ | ------------------------- | ------------------ |
| Nr                 | Kolarz                    | Miejsce            |
| 121                | Alberto Bettiol (ITA)     | DNF                |
| 122                | Jonathan Caicedo (ECU)    | 78.                |
| 123                | Simon Clarke (AUS)        | 14.                |
| 124                | Ruben Guerreiro (POR)     | 17.                |
| 125                | Lachlan Morton (AUS)      | DNF                |
| 126                | Magnus Cort Nielsen (DEN) | OTL                |
| 127                | Michael Woods (CAN)       | 29.                |

| Gazprom-RusVelo GAZ | Gazprom-RusVelo GAZ       | Gazprom-RusVelo GAZ |
| ------------------- | ------------------------- | ------------------- |
| Nr                  | Kolarz                    | Miejsce             |
| 131                 | Anton Kuzmin (KAZ)        | DNF                 |
| 132                 | Siergiej Czerniecki (RUS) | 47.                 |
| 133                 | Dienis Niekrasow (RUS)    | DNF                 |
| 134                 | Artiom Nycz (RUS)         | 74.                 |
| 135                 | Iwan Rowny (RUS)          | 59.                 |
| 136                 | Aleksiej Rybałkin (RUS)   | 63.                 |
| 137                 | Simone Velasco (ITA)      | 64.                 |

| Groupama-FDJ GFC | Groupama-FDJ GFC      | Groupama-FDJ GFC |
| ---------------- | --------------------- | ---------------- |
| Nr               | Kolarz                | Miejsce          |
| 141              | Alexys Brunel (FRA)   | DNF              |
| 142              | Kilian Frankiny (SUI) | OTL              |
| 143              | Rudy Molard (FRA)     | 21.              |
| 144              | Anthony Roux (FRA)    | 41.              |
| 145              | Romain Seigle (FRA)   | OTL              |
| 146              | Benjamin Thomas (FRA) | OTL              |
| 147              | Simon Guglielmi (FRA) | 45.              |

| Israel Start-Up Nation ISN | Israel Start-Up Nation ISN | Israel Start-Up Nation ISN |
| -------------------------- | -------------------------- | -------------------------- |
| Nr                         | Kolarz                     | Miejsce                    |
| 151                        | Matteo Badilatti (SUI)     | 23.                        |
| 152                        | Guillaume Boivin (CAN)     | DNF                        |
| 153                        | Alexander Cataford (CAN)   | DNF                        |
| 154                        | Omer Goldstein (ISR)       | OTL                        |
| 155                        | Ben Hermans (BEL)          | 9.                         |
| 156                        | Daniel Navarro (ESP)       | 22.                        |
| 157                        | James Piccoli (CAN)        | OTL                        |

| Lotto-Soudal LTS | Lotto-Soudal LTS         | Lotto-Soudal LTS |
| ---------------- | ------------------------ | ---------------- |
| Nr               | Kolarz                   | Miejsce          |
| 161              | Tim Wellens (BEL)        | OTL              |
| 162              | Steff Cras (BEL)         | 49.              |
| 163              | Kobe Goossens (BEL)      | 71.              |
| 164              | Adam Hansen (AUS)        | DNF              |
| 165              | Nikolas Maes (BEL)       | DNF              |
| 166              | Tomasz Marczyński (POL)  | DNF              |
| 167              | Tosh Van der Sande (BEL) | DNF              |

| Mitchelton-Scott MTS | Mitchelton-Scott MTS        | Mitchelton-Scott MTS |
| -------------------- | --------------------------- | -------------------- |
| Nr                   | Kolarz                      | Miejsce              |
| 171                  | Mikel Nieve (ESP)           | DNF                  |
| 172                  | Michael Albasini (SUI)      | DNF                  |
| 173                  | Tsgabu Grmay (ETH)          | 82.                  |
| 174                  | Lucas Hamilton (AUS)        | DNF                  |
| 175                  | Cameron Meyer (AUS) (szosa) | DNF                  |
| 176                  | Callum Scotson (AUS)        | DNF                  |
| 177                  | Robert Stannard (AUS)       | 54.                  |

| Movistar Team MOV | Movistar Team MOV       | Movistar Team MOV |
| ----------------- | ----------------------- | ----------------- |
| Nr                | Kolarz                  | Miejsce           |
| 181               | Dario Cataldo (ITA)     | 16.               |
| 182               | Juan Diego Alba (COL)   | 85.               |
| 183               | Héctor Carretero (ESP)  | DNF               |
| 184               | Juri Hollmann (GER)     | OTL               |
| 185               | Einer Rubio (COL)       | 60.               |
| 186               | Eduardo Sepúlveda (ARG) | 83.               |
| 187               | Davide Villella (ITA)   | DNF               |

| NTT Pro Cycling NTT | NTT Pro Cycling NTT     | NTT Pro Cycling NTT |
| ------------------- | ----------------------- | ------------------- |
| Nr                  | Kolarz                  | Miejsce             |
| 191                 | Stefan de Bod (RSA)     | 78.                 |
| 192                 | Benjamin Dyball (AUS)   | DNF                 |
| 193                 | Enrico Gasparotto (SUI) | DNF                 |
| 194                 | Ben King (USA)          | OTL                 |
| 195                 | Gino Mäder (SUI)        | DNF                 |
| 196                 | Matteo Sobrero (ITA)    | DNF                 |
| 197                 | Danilo Wyss (SUI)       | DNF                 |

| Team Ineos INS | Team Ineos INS           | Team Ineos INS |
| -------------- | ------------------------ | -------------- |
| Nr             | Kolarz                   | Miejsce        |
| 201            | Richard Carapaz (ECU)    | 13.            |
| 202            | Edward Dunbar (IRL)      | 40.            |
| 203            | Tao Geoghegan Hart (GBR) | DNF            |
| 204            | Gianni Moscon (ITA)      | 56.            |
| 205            | Salvatore Puccio (ITA)   | DNF            |
| 206            | Iván Sosa (COL)          | DNF            |
| 207            | Ben Swift (GBR) (szosa)  | DNF            |

| Jumbo-Visma TJV | Jumbo-Visma TJV        | Jumbo-Visma TJV |
| --------------- | ---------------------- | --------------- |
| Nr              | Kolarz                 | Miejsce         |
| 211             | George Bennett (NZL)   | 2.              |
| 212             | Koen Bouwman (NED)     | 68.             |
| 213             | Chris Harper (AUS)     | 72.             |
| 214             | Lennard Hofstede (NED) | DNF             |
| 215             | Paul Martens (GER)     | DNF             |
| 216             | Jonas Vingegaard (DEN) | DNF             |
| 217             | Antwan Tolhoek (NED)   | 12.             |

| Team Sunweb SUN | Team Sunweb SUN       | Team Sunweb SUN |
| --------------- | --------------------- | --------------- |
| Nr              | Kolarz                | Miejsce         |
| 221             | Wilco Kelderman (NED) | 19.             |
| 222             | Nico Denz (GER)       | DNF             |
| 223             | Chad Haga (USA)       | 32.             |
| 224             | Chris Hamilton (AUS)  | 50.             |
| 225             | Jai Hindley (AUS)     | 64.             |
| 226             | Martijn Tusveld (NED) | DNF             |
| 227             | Florian Stork (GER)   | 65.             |

| UAE Team Emirates UAD | UAE Team Emirates UAD      | UAE Team Emirates UAD |
| --------------------- | -------------------------- | --------------------- |
| Nr                    | Kolarz                     | Miejsce               |
| 231                   | Diego Ulissi (ITA)         | 8.                    |
| 232                   | Fabio Aru (ITA)            | DNF                   |
| 233                   | Valerio Conti (ITA)        | DNF                   |
| 234                   | Alessandro Covi (ITA)      | DNF                   |
| 235                   | Brandon McNulty (USA)      | 61.                   |
| 236                   | Edward Ravasi (ITA)        | 60.                   |
| 237                   | Alaksandr Rabuszenka (BLR) | DNF                   |

| Vini Zabù-KTM THR | Vini Zabù-KTM THR       | Vini Zabù-KTM THR |
| ----------------- | ----------------------- | ----------------- |
| Nr                | Kolarz                  | Miejsce           |
| 241               | Giovanni Visconti (ITA) | DNF               |
| 242               | Lorenzo Fortunato (ITA) | 43.               |
| 243               | Marco Frapporti (ITA)   | DNF               |
| 244               | Andrea Garosio (ITA)    | 39.               |
| 245               | James Mitri (NZL)       | DNF               |
| 246               | Lorenzo Rota (ITA)      | 18.               |
| 247               | Matteo Spreafico (ITA)  | 83.               |

| Trek-Segafredo TFS | Trek-Segafredo TFS       | Trek-Segafredo TFS |
| ------------------ | ------------------------ | ------------------ |
| Nr                 | Kolarz                   | Miejsce            |
| 1                  | Bauke Mollema (NED)      | 4.                 |
| 2                  | Gianluca Brambilla (ITA) | 27.                |
| 3                  | Giulio Ciccone (ITA)     | 5.                 |
| 4                  | Nicola Conci (ITA)       | 37.                |
| 5                  | Koen de Kort (NED)       | DNF                |
| 6                  | Jacopo Mosca (ITA)       | 26.                |
| 7                  | Vincenzo Nibali (ITA)    | 6.                 |

| AG2R La Mondiale ALM | AG2R La Mondiale ALM      | AG2R La Mondiale ALM |
| -------------------- | ------------------------- | -------------------- |
| Nr                   | Kolarz                    | Miejsce              |
| 11                   | Geoffrey Bouchard (FRA)   | 71.                  |
| 12                   | Clément Champoussin (FRA) | DNF                  |
| 13                   | Axel Domont (FRA)         | OTL                  |
| 14                   | Mathias Frank (SUI)       | 44.                  |
| 15                   | Ben Gastauer (LUX)        | DNF                  |
| 16                   | Jaakko Hänninen (FIN)     | 25.                  |
| 17                   | Larry Warbasse (USA)      | 54.                  |

| Alpecin-Fenix AFC | Alpecin-Fenix AFC          | Alpecin-Fenix AFC |
| ----------------- | -------------------------- | ----------------- |
| Nr                | Kolarz                     | Miejsce           |
| 21                | Mathieu van der Poel (NED) | 10.               |
| 22                | Floris De Tier (BEL)       | 76.               |
| 23                | Jimmy Janssens (BEL)       | 38.               |
| 24                | Kristian Sbaragli (ITA)    | DNF               |
| 25                | Petr Vakoč (CZE)           | 51.               |
| 26                | Louis Vervaeke (BEL)       | 69.               |
| 27                | Philipp Walsleben (GER)    | DNF               |

| Androni Giocattoli-Sidermec ANS | Androni Giocattoli-Sidermec ANS | Androni Giocattoli-Sidermec ANS |
| ------------------------------- | ------------------------------- | ------------------------------- |
| Nr                              | Kolarz                          | Miejsce                         |
| 31                              | Nicola Bagioli (ITA)            | DNF                             |
| 32                              | Alessandro Bisolti (ITA)        | DNF                             |
| 33                              | Luca Chirico (ITA)              | DNF                             |
| 34                              | Miguel Flórez López (COL)       | 35.                             |
| 35                              | Davide Gabburo (ITA)            | 75.                             |
| 36                              | Simon Pellaud (SUI)             | DNF                             |
| 37                              | Simone Ravanelli (ITA)          | OTL                             |

| Astana AST | Astana AST                     | Astana AST |
| ---------- | ------------------------------ | ---------- |
| Nr         | Kolarz                         | Miejsce    |
| 41         | Jakob Fuglsang (DEN)           | 1.         |
| 42         | Alex Aranburu (ESP)            | 80.        |
| 43         | Manuele Boaro (ITA)            | DNF        |
| 44         | Davide Martinelli (ITA)        | DNF        |
| 45         | Ion Izagirre (ESP)             | 79.        |
| 46         | Harold Tejada (COL)            | 52.        |
| 47         | Aleksandr Własow (RUS) (szosa) | 3.         |

| Bahrain McLaren TBM | Bahrain McLaren TBM       | Bahrain McLaren TBM |
| ------------------- | ------------------------- | ------------------- |
| Nr                  | Kolarz                    | Miejsce             |
| 51                  | Enrico Battaglin (ITA)    | 42.                 |
| 52                  | Grega Bole (SLO)          | DNF                 |
| 53                  | Eros Capecchi (ITA)       | DNF                 |
| 54                  | Scott Davies (GBR)        | DNF                 |
| 55                  | Domen Novak (SLO)         | DNF                 |
| 56                  | Mark Padun (UKR)          | DNF                 |
| 57                  | Hermann Pernsteiner (AUT) | 36.                 |

| Bardiani CSF Faizanè BCF | Bardiani CSF Faizanè BCF | Bardiani CSF Faizanè BCF |
| ------------------------ | ------------------------ | ------------------------ |
| Nr                       | Kolarz                   | Miejsce                  |
| 61                       | Giovanni Carboni (ITA)   | 49.                      |
| 62                       | Luca Covili (ITA)        | 67.                      |
| 63                       | Filippo Fiorelli (ITA)   | DNF                      |
| 64                       | Francesco Romano (ITA)   | DNF                      |
| 65                       | Daniel Savini (ITA)      | DNF                      |
| 66                       | Manuel Senni (ITA)       | OTL                      |
| 67                       | Filippo Zana (ITA)       | OTL                      |

| Bora-Hansgrohe BOH | Bora-Hansgrohe BOH                  | Bora-Hansgrohe BOH |
| ------------------ | ----------------------------------- | ------------------ |
| Nr                 | Kolarz                              | Miejsce            |
| 71                 | Rafał Majka (POL)                   | 24.                |
| 72                 | Cesare Benedetti (ITA)              | 48.                |
| 73                 | Jean-Pierre Drucker (LUX)           | DNF                |
| 74                 | Patrick Konrad (AUT) (szosa)        | 31.                |
| 75                 | Paweł Poljański (POL)               | DNF                |
| 76                 | Maximilian Schachmann (GER) (szosa) | 7.                 |
| 77                 | Ide Schelling (NED)                 | 86.                |

| CCC Team CCC | CCC Team CCC                | CCC Team CCC |
| ------------ | --------------------------- | ------------ |
| Nr           | Kolarz                      | Miejsce      |
| 81           | Attila Valter (HUN)         | OTL          |
| 82           | Alessandro De Marchi (ITA)  | 11.          |
| 83           | Simon Geschke (GER)         | 20.          |
| 84           | Kamil Małecki (POL)         | 67.          |
| 85           | Michał Paluta (POL) (szosa) | OTL          |
| 86           | Joseph Rosskopf (USA)       | 28.          |
| 87           | Georg Zimmermann (GER)      | 56.          |

| Circus-Wanty Gobert CWG | Circus-Wanty Gobert CWG    | Circus-Wanty Gobert CWG |
| ----------------------- | -------------------------- | ----------------------- |
| Nr                      | Kolarz                     | Miejsce                 |
| 91                      | Jasper De Plus (BEL)       | DNF                     |
| 92                      | Théo Delacroix (FRA)       | OTL                     |
| 93                      | Tom Devriendt (BEL)        | DNF                     |
| 94                      | Odd Christian Eiking (NOR) | 33.                     |
| 96                      | Andrea Pasqualon (ITA)     | OTL                     |
| 97                      | Simone Petilli (ITA)       | 30.                     |

| Cofidis COF | Cofidis COF              | Cofidis COF |
| ----------- | ------------------------ | ----------- |
| Nr          | Kolarz                   | Miejsce     |
| 101         | Jesús Herrada (ESP)      | 15.         |
| 102         | Fernando Barceló (ESP)   | DNF         |
| 103         | Jesper Hansen (DEN)      | 34.         |
| 104         | José Herrada (ESP)       | 73.         |
| 105         | Mathias Le Turnier (FRA) | OTL         |
| 106         | Emmanuel Morin (FRA)     | DNF         |
| 107         | Attilio Viviani (ITA)    | DNF         |

| Deceuninck-Quick Step DQT | Deceuninck-Quick Step DQT   | Deceuninck-Quick Step DQT |
| ------------------------- | --------------------------- | ------------------------- |
| Nr                        | Kolarz                      | Miejsce                   |
| 111                       | Remco Evenepoel (BEL)       | DNF                       |
| 112                       | João Almeida (POR)          | DNF                       |
| 113                       | Andrea Bagioli (ITA)        | DNF                       |
| 114                       | Mattia Cattaneo (ITA)       | DNF                       |
| 115                       | Dries Devenyns (BEL)        | DNF                       |
| 116                       | Mikkel Frølich Honoré (DEN) | 58.                       |
| 117                       | Pieter Serry (BEL)          | DNF                       |

| EF Pro Cycling EF1 | EF Pro Cycling EF1        | EF Pro Cycling EF1 |
| ------------------ | ------------------------- | ------------------ |
| Nr                 | Kolarz                    | Miejsce            |
| 121                | Alberto Bettiol (ITA)     | DNF                |
| 122                | Jonathan Caicedo (ECU)    | 78.                |
| 123                | Simon Clarke (AUS)        | 14.                |
| 124                | Ruben Guerreiro (POR)     | 17.                |
| 125                | Lachlan Morton (AUS)      | DNF                |
| 126                | Magnus Cort Nielsen (DEN) | OTL                |
| 127                | Michael Woods (CAN)       | 29.                |

| Gazprom-RusVelo GAZ | Gazprom-RusVelo GAZ       | Gazprom-RusVelo GAZ |
| ------------------- | ------------------------- | ------------------- |
| Nr                  | Kolarz                    | Miejsce             |
| 131                 | Anton Kuzmin (KAZ)        | DNF                 |
| 132                 | Siergiej Czerniecki (RUS) | 47.                 |
| 133                 | Dienis Niekrasow (RUS)    | DNF                 |
| 134                 | Artiom Nycz (RUS)         | 74.                 |
| 135                 | Iwan Rowny (RUS)          | 59.                 |
| 136                 | Aleksiej Rybałkin (RUS)   | 63.                 |
| 137                 | Simone Velasco (ITA)      | 64.                 |

| Groupama-FDJ GFC | Groupama-FDJ GFC      | Groupama-FDJ GFC |
| ---------------- | --------------------- | ---------------- |
| Nr               | Kolarz                | Miejsce          |
| 141              | Alexys Brunel (FRA)   | DNF              |
| 142              | Kilian Frankiny (SUI) | OTL              |
| 143              | Rudy Molard (FRA)     | 21.              |
| 144              | Anthony Roux (FRA)    | 41.              |
| 145              | Romain Seigle (FRA)   | OTL              |
| 146              | Benjamin Thomas (FRA) | OTL              |
| 147              | Simon Guglielmi (FRA) | 45.              |

| Israel Start-Up Nation ISN | Israel Start-Up Nation ISN | Israel Start-Up Nation ISN |
| -------------------------- | -------------------------- | -------------------------- |
| Nr                         | Kolarz                     | Miejsce                    |
| 151                        | Matteo Badilatti (SUI)     | 23.                        |
| 152                        | Guillaume Boivin (CAN)     | DNF                        |
| 153                        | Alexander Cataford (CAN)   | DNF                        |
| 154                        | Omer Goldstein (ISR)       | OTL                        |
| 155                        | Ben Hermans (BEL)          | 9.                         |
| 156                        | Daniel Navarro (ESP)       | 22.                        |
| 157                        | James Piccoli (CAN)        | OTL                        |

| Lotto-Soudal LTS | Lotto-Soudal LTS         | Lotto-Soudal LTS |
| ---------------- | ------------------------ | ---------------- |
| Nr               | Kolarz                   | Miejsce          |
| 161              | Tim Wellens (BEL)        | OTL              |
| 162              | Steff Cras (BEL)         | 49.              |
| 163              | Kobe Goossens (BEL)      | 71.              |
| 164              | Adam Hansen (AUS)        | DNF              |
| 165              | Nikolas Maes (BEL)       | DNF              |
| 166              | Tomasz Marczyński (POL)  | DNF              |
| 167              | Tosh Van der Sande (BEL) | DNF              |

| Mitchelton-Scott MTS | Mitchelton-Scott MTS        | Mitchelton-Scott MTS |
| -------------------- | --------------------------- | -------------------- |
| Nr                   | Kolarz                      | Miejsce              |
| 171                  | Mikel Nieve (ESP)           | DNF                  |
| 172                  | Michael Albasini (SUI)      | DNF                  |
| 173                  | Tsgabu Grmay (ETH)          | 82.                  |
| 174                  | Lucas Hamilton (AUS)        | DNF                  |
| 175                  | Cameron Meyer (AUS) (szosa) | DNF                  |
| 176                  | Callum Scotson (AUS)        | DNF                  |
| 177                  | Robert Stannard (AUS)       | 54.                  |

| Movistar Team MOV | Movistar Team MOV       | Movistar Team MOV |
| ----------------- | ----------------------- | ----------------- |
| Nr                | Kolarz                  | Miejsce           |
| 181               | Dario Cataldo (ITA)     | 16.               |
| 182               | Juan Diego Alba (COL)   | 85.               |
| 183               | Héctor Carretero (ESP)  | DNF               |
| 184               | Juri Hollmann (GER)     | OTL               |
| 185               | Einer Rubio (COL)       | 60.               |
| 186               | Eduardo Sepúlveda (ARG) | 83.               |
| 187               | Davide Villella (ITA)   | DNF               |

| NTT Pro Cycling NTT | NTT Pro Cycling NTT     | NTT Pro Cycling NTT |
| ------------------- | ----------------------- | ------------------- |
| Nr                  | Kolarz                  | Miejsce             |
| 191                 | Stefan de Bod (RSA)     | 78.                 |
| 192                 | Benjamin Dyball (AUS)   | DNF                 |
| 193                 | Enrico Gasparotto (SUI) | DNF                 |
| 194                 | Ben King (USA)          | OTL                 |
| 195                 | Gino Mäder (SUI)        | DNF                 |
| 196                 | Matteo Sobrero (ITA)    | DNF                 |
| 197                 | Danilo Wyss (SUI)       | DNF                 |

| Team Ineos INS | Team Ineos INS           | Team Ineos INS |
| -------------- | ------------------------ | -------------- |
| Nr             | Kolarz                   | Miejsce        |
| 201            | Richard Carapaz (ECU)    | 13.            |
| 202            | Edward Dunbar (IRL)      | 40.            |
| 203            | Tao Geoghegan Hart (GBR) | DNF            |
| 204            | Gianni Moscon (ITA)      | 56.            |
| 205            | Salvatore Puccio (ITA)   | DNF            |
| 206            | Iván Sosa (COL)          | DNF            |
| 207            | Ben Swift (GBR) (szosa)  | DNF            |

| Jumbo-Visma TJV | Jumbo-Visma TJV        | Jumbo-Visma TJV |
| --------------- | ---------------------- | --------------- |
| Nr              | Kolarz                 | Miejsce         |
| 211             | George Bennett (NZL)   | 2.              |
| 212             | Koen Bouwman (NED)     | 68.             |
| 213             | Chris Harper (AUS)     | 72.             |
| 214             | Lennard Hofstede (NED) | DNF             |
| 215             | Paul Martens (GER)     | DNF             |
| 216             | Jonas Vingegaard (DEN) | DNF             |
| 217             | Antwan Tolhoek (NED)   | 12.             |

| Team Sunweb SUN | Team Sunweb SUN       | Team Sunweb SUN |
| --------------- | --------------------- | --------------- |
| Nr              | Kolarz                | Miejsce         |
| 221             | Wilco Kelderman (NED) | 19.             |
| 222             | Nico Denz (GER)       | DNF             |
| 223             | Chad Haga (USA)       | 32.             |
| 224             | Chris Hamilton (AUS)  | 50.             |
| 225             | Jai Hindley (AUS)     | 64.             |
| 226             | Martijn Tusveld (NED) | DNF             |
| 227             | Florian Stork (GER)   | 65.             |

| UAE Team Emirates UAD | UAE Team Emirates UAD      | UAE Team Emirates UAD |
| --------------------- | -------------------------- | --------------------- |
| Nr                    | Kolarz                     | Miejsce               |
| 231                   | Diego Ulissi (ITA)         | 8.                    |
| 232                   | Fabio Aru (ITA)            | DNF                   |
| 233                   | Valerio Conti (ITA)        | DNF                   |
| 234                   | Alessandro Covi (ITA)      | DNF                   |
| 235                   | Brandon McNulty (USA)      | 61.                   |
| 236                   | Edward Ravasi (ITA)        | 60.                   |
| 237                   | Alaksandr Rabuszenka (BLR) | DNF                   |

| Vini Zabù-KTM THR | Vini Zabù-KTM THR       | Vini Zabù-KTM THR |
| ----------------- | ----------------------- | ----------------- |
| Nr                | Kolarz                  | Miejsce           |
| 241               | Giovanni Visconti (ITA) | DNF               |
| 242               | Lorenzo Fortunato (ITA) | 43.               |
| 243               | Marco Frapporti (ITA)   | DNF               |
| 244               | Andrea Garosio (ITA)    | 39.               |
| 245               | James Mitri (NZL)       | DNF               |
| 246               | Lorenzo Rota (ITA)      | 18.               |
| 247               | Matteo Spreafico (ITA)  | 83.               |

Legenda: DNF – nie ukończył, OTL – przekroczył limit czasu, DNS – nie wystartował, DSQ – zdyskwalifikowany.

## Klasyfikacja generalna
| \| Klasyfikacja generalna \| Klasyfikacja generalna \| Klasyfikacja generalna \| Klasyfikacja generalna \| Klasyfikacja generalna \| \| Kolarz \| Kolarz \| Państwo \| Drużyna \| Czas \| \| ---------------------- \| ---------------------- \| ---------------------- \| ---------------------- \| ---------------------- \| \| 1. \| Jakob Fuglsang \| Dania \| Astana \| 5h 32' 54" \| \| 2. \| George Bennett \| Nowa Zelandia \| Jumbo-Visma \| + 31" \| \| 3. \| Aleksandr Własow \| Rosja \| Astana \| + 51" \| \| 4. \| Bauke Mollema \| Holandia \| Trek-Segafredo \| + 1' 19" \| \| 5. \| Giulio Ciccone \| Włochy \| Trek-Segafredo \| + 1' 40" \| \| 6. \| Vincenzo Nibali \| Włochy \| Trek-Segafredo \| + 3' 31" \| \| 7. \| Maximilian Schachmann \| Niemcy \| Bora-Hansgrohe \| + 4' 31" \| \| 8. \| Diego Ulissi \| Włochy \| UAE Team Emirates \| + 5' 20" \| \| 9. \| Ben Hermans \| Belgia \| Israel Start-Up Nation \| + 6' 00" \| \| 10. \| Mathieu van der Poel \| Holandia \| Alpecin-Fenix \| + 6' 28" \| \| 11. \| Alessandro De Marchi \| Włochy \| CCC Team \| + 6' 51" \| \| 12. \| Antwan Tolhoek \| Holandia \| Jumbo-Visma \| + 8' 15" \| \| 13. \| Richard Carapaz \| Ekwador \| Team Ineos \| + 8' 15" \| \| 14. \| Simon Clarke \| Australia \| EF Pro Cycling \| + 10' 05" \| \| 15. \| Jesús Herrada \| Hiszpania \| Cofidis \| + 10' 09" \| \| 16. \| Dario Cataldo \| Włochy \| Movistar Team \| + 10' 18" \| \| 17. \| Ruben Guerreiro \| Portugalia \| EF Pro Cycling \| + 10' 25" \| \| 18. \| Lorenzo Rota \| Włochy \| Vini Zabù-KTM \| + 10' 25" \| \| 19. \| Wilco Kelderman \| Holandia \| Team Sunweb \| + 10' 25" \| \| 20. \| Simon Geschke \| Niemcy \| CCC Team \| + 10' 25" \| |                       |               |                        |            |
| |                       |               |                        |            |
| Źródło: ProCyclingStats |                       |               |                        |            |
| Klasyfikacja generalna |                       |               |                        |            |
| Kolarz | Kolarz                | Państwo       | Drużyna                | Czas       |
| 1. | Jakob Fuglsang        | Dania         | Astana                 | 5h 32' 54" |
| 2. | George Bennett        | Nowa Zelandia | Jumbo-Visma            | + 31"      |
| 3. | Aleksandr Własow      | Rosja         | Astana                 | + 51"      |
| 4. | Bauke Mollema         | Holandia      | Trek-Segafredo         | + 1' 19"   |
| 5. | Giulio Ciccone        | Włochy        | Trek-Segafredo         | + 1' 40"   |
| 6. | Vincenzo Nibali       | Włochy        | Trek-Segafredo         | + 3' 31"   |
| 7. | Maximilian Schachmann | Niemcy        | Bora-Hansgrohe         | + 4' 31"   |
| 8. | Diego Ulissi          | Włochy        | UAE Team Emirates      | + 5' 20"   |
| 9. | Ben Hermans           | Belgia        | Israel Start-Up Nation | + 6' 00"   |
| 10. | Mathieu van der Poel  | Holandia      | Alpecin-Fenix          | + 6' 28"   |
| 11. | Alessandro De Marchi  | Włochy        | CCC Team               | + 6' 51"   |
| 12. | Antwan Tolhoek        | Holandia      | Jumbo-Visma            | + 8' 15"   |
| 13. | Richard Carapaz       | Ekwador       | Team Ineos             | + 8' 15"   |
| 14. | Simon Clarke          | Australia     | EF Pro Cycling         | + 10' 05"  |
| 15. | Jesús Herrada         | Hiszpania     | Cofidis                | + 10' 09"  |
| 16. | Dario Cataldo         | Włochy        | Movistar Team          | + 10' 18"  |
| 17. | Ruben Guerreiro       | Portugalia    | EF Pro Cycling         | + 10' 25"  |
| 18. | Lorenzo Rota          | Włochy        | Vini Zabù-KTM          | + 10' 25"  |
| 19. | Wilco Kelderman       | Holandia      | Team Sunweb            | + 10' 25"  |
| 20. | Simon Geschke         | Niemcy        | CCC Team               | + 10' 25"  |